# آنری دوپارک

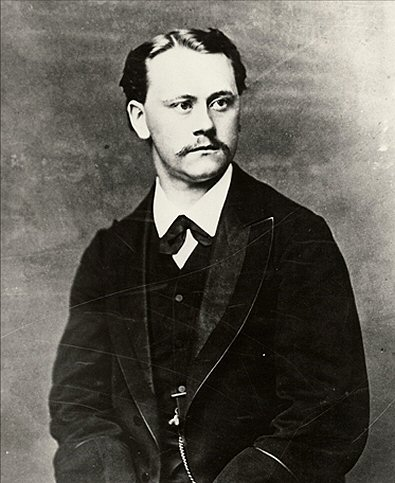
آنری دوپارک

آنری دوپارک (به فرانسوی: Henri Duparc) آهنگساز فرانسوی در ۲۱ ژانویه ۱۸۴۸ در پاریس زاده شد و در ۱۲ فوریه ۱۹۳۳ در مون دو مرسان Mont-de-Marsan از دنیا رفت.

## نگارخانه

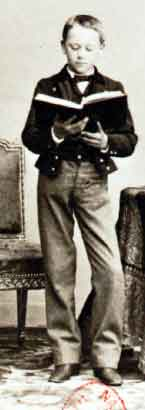
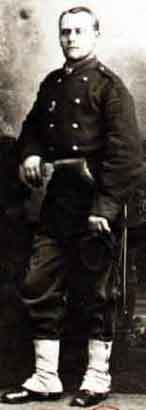
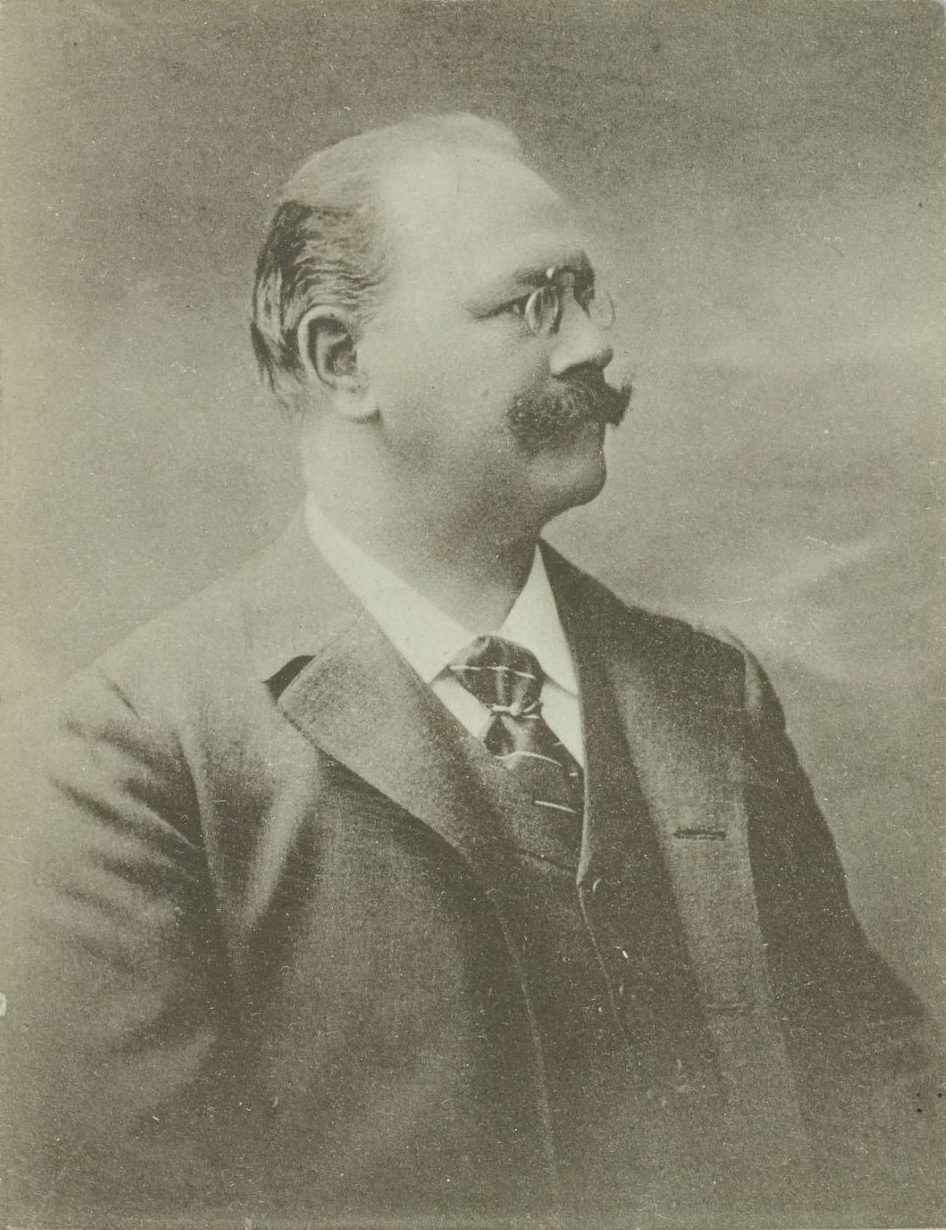

## برخی از آثار
- «کاغذ پرنده» برای پیانو
- سونات برای ویلنسل و پیانو
- پوئم سمفونیک «لئونور»
- پوئم سمفونیک «به ستارگان»

## شنیدن آثار
- deezer
- youtube